# چیخلین
چیخلین (به لهستانی:  Ciechlin) یک روستا در لهستان است که در گمینا پنگوه (استان ماسوویان) واقع شده‌است. چیخلین ۲۰۰ نفر جمعیت دارد و ۱۸۸ متر بالاتر از سطح دریا واقع شده‌است.